# Leuctra tenuis
Leuctra tenuis är en bäcksländeart som först beskrevs av Pictet, F.J. 1841.  Leuctra tenuis ingår i släktet Leuctra och familjen smalbäcksländor. Inga underarter finns listade i Catalogue of Life.